# Priapichthys
Priapichthys es un género de peces actinopeterigios de agua dulce, distribuidos por ríos de América del Sur y América Central.

## Especies
Existen siete especies reconocidas en este género:
- Priapichthys annectens (Regan, 1907)
- Priapichthys caliensis (Eigenmann y Henn, 1916)
- Priapichthys chocoensis (Henn, 1916)
- Priapichthys darienensis (Meek y Hildebrand, 1913)
- Priapichthys nigroventralis (Eigenmann y Henn, 1912)
- Priapichthys panamensis Meek y Hildebrand, 1916
- Priapichthys puetzi Meyer y Etzel, 1996